# Steenburg Lake
Steenburg Lake är en sjö i Kanada.   Den ligger i countyt Hastings County och provinsen Ontario, i den sydöstra delen av landet, 170 km väster om huvudstaden Ottawa. Steenburg Lake ligger 315 meter över havet. Arean är 3,2 kvadratkilometer. Den sträcker sig 3,1 kilometer i nord-sydlig riktning, och 2,9 kilometer i öst-västlig riktning.
I omgivningarna runt Steenburg Lake växer i huvudsak blandskog. Trakten runt Steenburg Lake är nära nog obefolkad, med mindre än två invånare per kvadratkilometer.